# Hedvig Eleonora av Holstein-Gottorp
Hedvig Eleonora av Holstein-Gottorp, född 23 oktober 1636, död 24 november 1715, var en svensk drottning och riksföreståndare, gift 24 oktober 1654 med Karl X Gustav. Hon var Sveriges drottning i fem år, och riksänkedrottning till sin död 1715. Hon var Sveriges regent som förmyndare för sin son Karl XI 1660–72 och senare förmyndare för sin sonson Karl XII 1697. Hon var också Karl XII:s representant i Sverige 1700–13. 
Hedvig Eleonora giftes bort av politiska skäl med Karl X Gustav, vilken hon följde under stor del av hans fälttåg. Hon var med honom på hans fälttåg i Polen 1656 och på hans fälttåg i Danmark 1658.
Under 2015 uppmärksammades Hedvig Eleonora på grund av sin dödsdag för 300 år sedan på bland annat Drottningholms slott, Gripsholms slott och Strömsholms slott. Utställningsprogrammet invigdes på Drottningholm den 30 april med en blomsterutställning av historiska tulpansorter.

## Biografi

### Bakgrund
Hedvig Eleonora var dotter till Fredrik III av Holstein-Gottorp och Marie Elisabeth av Sachsen. Hennes äktenskap arrangerades som en allians mellan Sverige och Holstein-Gottorp. Skälen var att Sverige hade behov av en säker väg till sin besittningar i Tyskland som inte skulle vara beroende av Danmark, som också var båda staters gemensamma fiende. Äktenskapet föreslogs av drottning Kristina då hon passerade Holstein-Gottorp på väg till Rom, och förslaget accepterades omedelbart av Holstein-Gottorp, som gick med på samtliga krav som ställdes från svenskt håll. Kristina rekommenderade Hedvig Eleonoras syster Magdalena Sibylla av Holstein-Gottorp, men då Karl Gustav fick se porträtt av båda systrarna valde han Hedvig Eleonora på grund av hennes utseende: ”ett behagligt och täckt fruntimmer”. Hon beskrivs vid denna tid som söt och som: ”en skön liten dygdig och synnerligen hjärtans behaglig puppa!”.
Hon var då trolovad med en hertig av Mecklenburg, Gustaf Adolf av Mecklenburg-Güstrow, men denne trolovades då i stället med Magdalena Sibylla. 

### Bröllop

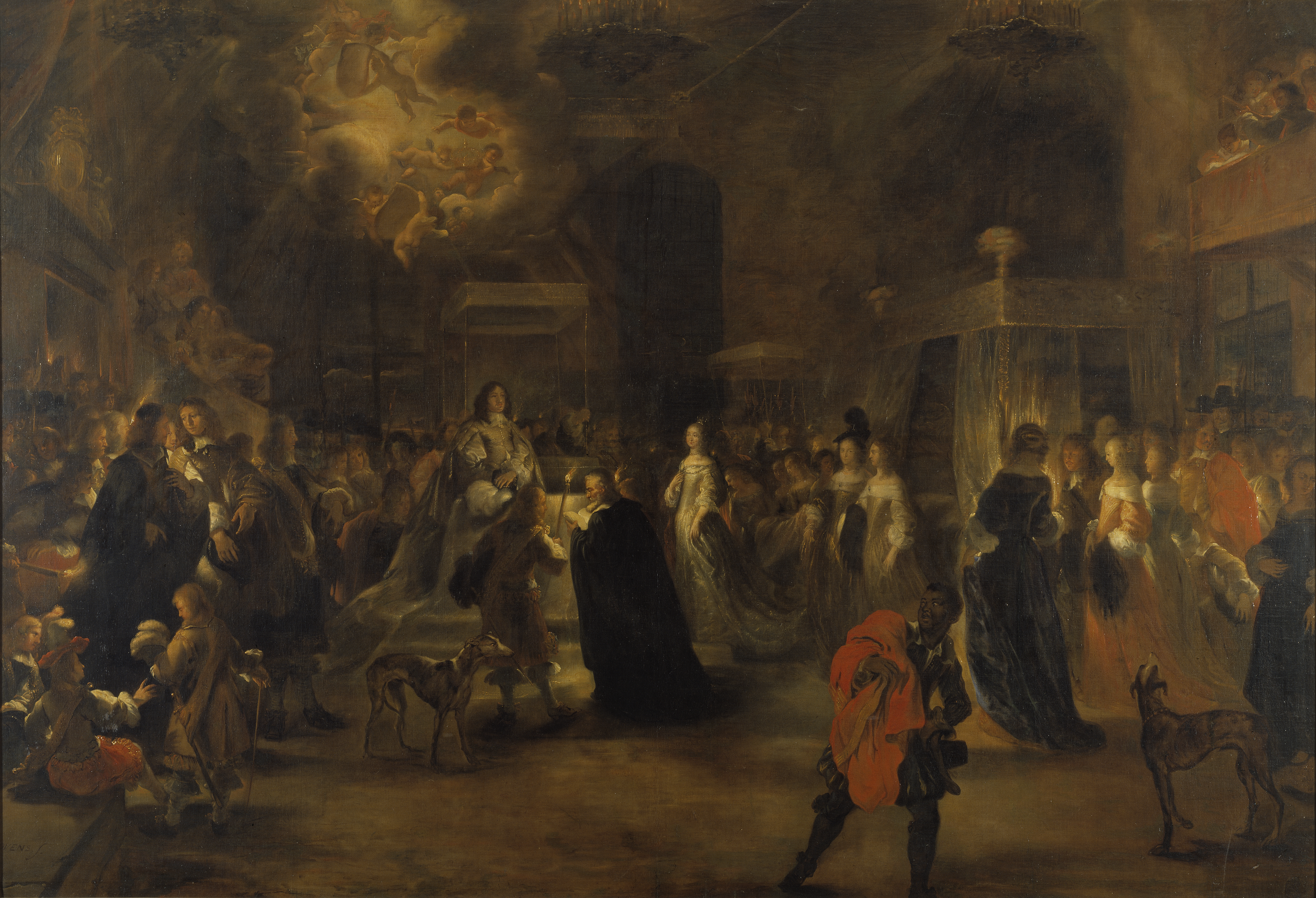
Biläger firas av brudparet efter deras vigsel 1654. Målning av Juriaen Ovens.

Huvudartikel: Bröllopet mellan Karl X Gustav och Hedvig Eleonora
Äktenskapskontraktet undertecknades på Mickelsmässodagen (29 september) 1654, och hon tillförsäkrades då 20 000 riksdaler i hemgift, 32 000 riksdaler i morgongåva eller 2 000 i årligt apanage, och i livgeding Gripsholms, Eskilstunas och Strömsholms län, med en inkomst på 34 000 riksdaler om året. (Karl X Gustav var syssling till Hedvig Eleonoras mor. Karl X Gustav och Hedvig Eleonora var dessutom dubbla bryllingar.)
Hedvig Eleonora anlände till Dalarö den 5 oktober 1654, där hon välkomnades av kungen. Hon bodde sedan på Karlbergs slott fram till 24 oktober, då hon gjorde sitt officiella intåg i Stockholm eskorterad av kungen. Hon togs emot vid Stockholms slott av änkedrottning Maria Eleonora, som vid bröllopet gjorde sitt sista offentliga framträdande. Samma dag hölls vigseln på slottet. Hedvig Eleonora var då klädd i en magnifik klänning av silvertyg.

## Drottning

Hedvig Eleonora av Abraham Wuchters, Nationalmuseum

Allegori över Hedvig Eleonora, 1636-1715, krönes av Minerva. Av Juriaen Ovens. Signerad 1654. Nationalmuseums samlingar, visas på Gripsholms slott.

Den 27 oktober kröntes Hedvig Eleonora i Storkyrkan. Strax efter bröllopet började kriget mot Polen. Hedvig Eleonora stannade i Sverige fram till födseln av sitt första barn, Karl XI den 24 november 1655 och den följande julen, men slöt sedan upp med  Karl X Gustav i fält. Hon ska under dessa ha gett prov på styrka både fysiskt och psykiskt. Hon var närvarande under tredagarsslaget vid Warszawa 1656, där hon tillsammans med maken tog emot härens hyllning.
Hon återvände till Sverige hösten 1656. Hedvig Eleonora tog direkt itu med skötseln av sitt livgeding. Hon mötte Karl X Gustav igen på hans begäran i Göteborg efter hans första danska krig 1658. Hon följde honom sedan till Gottorp, och var i augusti närvarande vid det svenska krigslägret i Wismar. I september reste hon med sin svägerska Maria Eufrosyne av Pfalz till det av amiral Wrangel nyss erövrade Kronborg i Danmark. På Kronborg uppvaktades Hedvig Eleonora av de utländska gesanter som följde den svenska armén, tog emot besök av maken, jagade med den engelska gesanten och besökte ibland Frederiksborgs slott. Under krigståget på Falster underhöll hon de utländska gesanterna på Nyköbingshus. Hedvig Eleonora lämnade Danmark i december 1659 och reste till Göteborg, där riksdagen skulle hållas i januari 1660.

### Regent
Efter Karl X Gustavs död i februari 1660 var Hedvig Eleonora Sveriges regent som förmyndare för sin son Karl XI fram till sonens myndighetsförklaring 1672. Enligt makens testamente skulle Hedvig Eleonora bli ordförande och regent med två röster och en avgörande utslagsröst i förmyndarregeringen för sin son Karl XI: ansvaret för regeringen skulle delas med de fem höga riksämbetsmännen, men hennes utslagsröst skulle vara den avgörande.
Testamentet mötte direkt motstånd från rådet, särskilt för att kungens bror Adolf Johan av Pfalz enligt vilken det fått ansvaret för armén. Dagen efter Karl X:s död sände hon ett krav till rådet med begäran att testamentet skulle respekteras, och meddelade att hon redan visste att rådet motsatt sig det.
Rådet svarade då att de skulle underrätta henne sedan de fått besked av ständerna. 
Då rådet sammanträdde efter ankomsten till Stockholm den 13 maj, försökte rådet hindra henne från att delta i rådsförsamlingarna. Det debatterades om det var lämpligt för hennes hälsa och huruvida det kunde anses passande för henne att som änka lämna sina rum och närvara i rådssalen, eller om rådet skulle tvingas uppsöka henne på hennes kammare, vilket skulle vara opraktiskt.
Hedvig Eleonora svarade att rådet kunde sammanträda utan henne, men underrätta henne då hennes närvaro var nödvändig. Trots detta besked närvarade hon själv i rådsammanträdet redan nästa dag. 
Här visade sig Hedvig Eleonora ha svårt att hävda kungamaktens ställning gentemot aristokratin. Hon tog ganska ringa del i förmyndarstyret, och då Karl XI senare anklagade förmyndarstyrelsen för försummelse kom han att helt frikalla sin mor från ansvar.
Hedvig Eleonora närvarade vid vartenda rådssammanträde under hela sitt regentskap från 1660 till 1672, utom då hon befann sig på något av sina lantslott.
Hon deltog inte aktivt i politiken, utan ska främst ha sett det som sin plikt att bevaka sonens intressen. Hon var medveten om att hon saknade kunskap och stöd för att själv bedriva politik, och ville inte ge rådet någon förevändning att avlägsna henne från att delta i sammanträdena. Sedan Adolf Johan av Pfalz hade uteslutits från rådet räknade hon inte med stöd av någon annan i rådet än Magnus Gabriel De la Gardie.
Hon försökte dock skaffa sig kunskap och hålla sig uppdaterad, något som framgår av ett brev från statssekreteraren till Magnus Gabriel De la Gardie: ”Och skall Ers Excellens ej kunna tro, huru hennes K. Maj:t tilltager i affärernas kunskap och låter sig vara angeläget sitt ämbete”.
Hedvig Eleonora satte sig in i de saker som avhandlades, gjorde uttalanden och föreslog lösningar, men tycks inte aktivt ha bedrivit några egna åsikter och uttalade flera gånger att hon tyckte illa om politik och diplomati. Hon ska dock ha haft en stark motvilja mot krig, och röstade som sådan med rådets fredsparti.
Hon uttalade sitt stöd för villkoren i freden i Oliwa, röstade utan framgång emot kriget mot Bremen, men lyckades med framgång rösta emot ett föreslaget krig mot Ryssland: detta beskrivs som det enda tillfälle då hon kraftfullt lyckades hävda sig mot rådet.
Hon stödde dock den profranska och antidanska politik som fördes av regenterna. Hon beskrivs som insatt, brukade ta sig tid att sätta sig in i statsaffärerna och kom någon gång med ett förslag eller en kommentar till de frågor som avhandlades, men brukade sällan engagera sig utan ägnade sig främst åt att säkra sonens ställning fram till hans myndighetsdag. Hennes son var djupt beroende av henne i hela sitt liv. Då han blev gammal nog att sitta med vid regeringens sammanträden, talade han inte direkt till ledamöterna, utan han viskade i stället vad han ville veta till riksänkedrottningen, och Hedvig Eleonora frågade sedan regeringen med hög röst vad han ville veta.   
Hennes antidanska inställning, som kom sig av hennes holstein-gottorpska ursprung, tog sig särskilt uttryck i den kyliga relationen mot svärdottern Ulrika Eleonora av Danmark, som hon beredde många svåra stunder.
Vid sonens död 1697 blev hon på nytt ordförande i förmyndarregeringen, denna gång dock endast för en kort tid, och spelade inte heller denna gång någon större politisk roll. Hon var dock ett stöd för den Gottorpska politiken och främjade bland annat sondottern Hedvig Sofias gottorpska giftermål. Hon var emot den tidiga myndighetsförklaringen av Karl XII, men tvingades till slut att gå med på den.
Hon protesterade också utan framgång mot att sonsonen inte fick avge någon kungaed vid kröningen.

### Riksänkedrottning

Riksänkedrottning Hedvig Eleonora porträtterad av David von Krafft.

Hedvig Eleonora ägnade sig under sin regeringstid mer åt sonens uppfostran, åt skötseln av sitt livgeding och åt sitt intresse för konst, kultur och kortspel. I fostrandet av Karl XI ska hon ha lagt tyngdpunkten på idrott, religion och moral och tillåtit honom att strunta i akademiska ämnen, trots att hon själv intresserade sig för sådana. 
Kung Karl II av England friade till henne något år efter makens död, men hon tackade nej, med den formella motiveringen att hon önskade vara sin döde make evigt trogen. Hedvig Eleonoras favorit, kammarherre greve Carl Gyllenstierna har utpekats som hennes älskare, något som inte är bekräftat, men han var Hedvig Eleonoras erkända favorit, och han ansågs ha sitt vackra utseende att tacka för sin snabba befordran Gyllenstierna lät uppföra Steninge slott, där enligt sägnen en hemlig gång fanns mellan Carl Gyllenstiernas sovrum och Hedvig Eleonoras gästrum i den så kallade Drottningflygeln. Hedvig Eleonora stod under 1693–1709 också under inflytande av sin hovfröken Anna Catharina von Bärfelt, som anklagades för att ha tagit emot mutor av supplikanter med ärende till Hedvig Eleonora och för att ha stulit från denna. Bärfelt förvisades från hovet efter en öppen konflikt med Gyllenstierna och hans parti, bestående av Christina Piper, Beata Sparre, Märta Berendes, Arvid Horn och änkedrottningens omtyckte öfverhovpredikant, domprosten Molin.
Hedvig Eleonora förde korrespondens med sina släktingar och tog ofta emot besök från dem: hon ska nästan konstant ha haft en släkting på besök. Hon tog hand om makens systerdotter Juliana av Hessen-Eschwege, som uppfostrades vid svenska hovet och länge förutsattes bli brud till Karl XI, innan hon uteslöts efter att ha fött två barn utanför äktenskapet. Hon uppfostrade också sin systerdotter Magdalena Sibylla av Hessen-Darmstadt som sin fosterdotter. 
Hennes son Karl XI hade ett mycket nära förhållande till henne och ”helt och obetingat slöt sig till henne”.
Under kriget med Danmark vistades hon ofta i Vadstena, där han besökte henne medan han deltog i kriget. Hon följde honom också annars på hans resor i landet. Även efter sitt giftermål fortsatte Karl XI att kalla sin mor ”Hennes Majestät Drottningen Min Kära Fru Moder”, eller bara ”Drottningen” och sin hustru, den egentliga drottningen, för "Min Hustru": han ska också ha prioriterat att besöka sin mor framför sin hustru.
Karl XI ska politiskt ofta ha delat hennes åsikter. Hennes inflytande är svårt att bedöma: det tycks inte som om hon medvetet ville ge honom råd, men han diskuterade ofta politik med henne och följde sedan frivilligt hennes åsikter av respekt för henne. Hon ska ha genomdrivit att biskoparna Terseri, Spegels och Emporagi katekeser dömdes som kätterska.
Emporagi katekes ska särskilt ha ogillats av Hedvig Eleonora för att den räknar kvinnan som lösöre.
Även Karl XI:s rangbestämmelser och beslut kring konst ska ha präglats av henne. Hon ska ha motsatt sig häxprocesserna under det stora oväsendet, och ha en del i tonsättandet av den svenska psalmboken 1695.
Under reduktionen köpte hon liksom sin svärdotter en del från de drabbade, men till skillnad från denna gav hon inte tillbaka egendomen. 
Sonsonen Karl XII ska ha känt stor respekt för henne. Under det s.k. ”Gottorpska raseriet” 1698–1700, då Karl XII ägnade sig åt en hel del festande tillsammans med svågern, kritiserades de båda av henne. Ett tillfälle från denna tid är välkänt: vid ett tillfälle vände Hedvig Eleonora Karl XII ryggen då han visade sig inför henne berusad. Han sade då: ”Min nådiga fru farmor värdes tillgiva mig. Efter detta kommer jag aldrig mer att dricka vin”, ett löfte han sedan ska ha hållit.
Under det stora nordiska kriget var Hedvig Eleonora 1700–1713 kungens representant i Sverige och tog emot de utländska sändebuden i hans frånvaro: enligt deras rapporter kunde hon antingen "moltiga" eller gapskratta åt dem. Hedvig Eleonora stod närmast sin äldsta sondotter Hedvig Sofia, och fick vid dennas död vården om dennas son Karl Fredrik av Holstein-Gottorp. Hon stödde Karl Fredrik som Sveriges tronarvtagare framför sin yngre sondotter Ulrika Eleonora.
Det parti som förespråkade Karl Fredrik som tronarvingen ville också ha Hedvig Eleonora som hans regent under hans eventuella omyndighet. Hon tvingades dock gå med på att övertala Ulrika Eleonora att gå med på att bli regent 1713. Hon gav sitt stöd för vigseln mellan Ulrika Eleonora och Fredrik av Hessen i hopp om att Ulrika Eleonora då skulle flytta utomlands till Hessen-Kassel.
Som person beskrivs hon som bestämd och dominant, men hon var också populär vid hovet för sitt sinne för humor och sin levnadsglädje, och beskrivs som sträng men rättvis av sina underlydande. Då sorgeperioden formellt bröts år 1663 var hon värdinna för omfattande festligheter. Det var i hennes namn Sveriges första fasta teater öppnades i Stora Bollhuset och Lejonkulan 1667. Hon intresserade sig för kortspel och arkitektur. Hon kunde spela kort till inpå småtimmarna. Drottningholms slott samt Strömsholms slott påbörjades av henne. Vid båda slotten lät hon anlägga stora parker i tidens stil. Till hennes skyddslingar hörde bland andra Nicodemus Tessin den yngre och David Klöcker Ehrenstrahl. Hon lät inventera och registrera statens tillhörigheter och skilja kungafamiljens privata tillhörigheter från statens genom att införa stämpeln H.K – husgerådskammaren. Hon besökte från 1679 ofta Medevi brunn, som hon köpte 1688, något som gjorde brunnsdrickning populärt i Sverige.

## Bilder

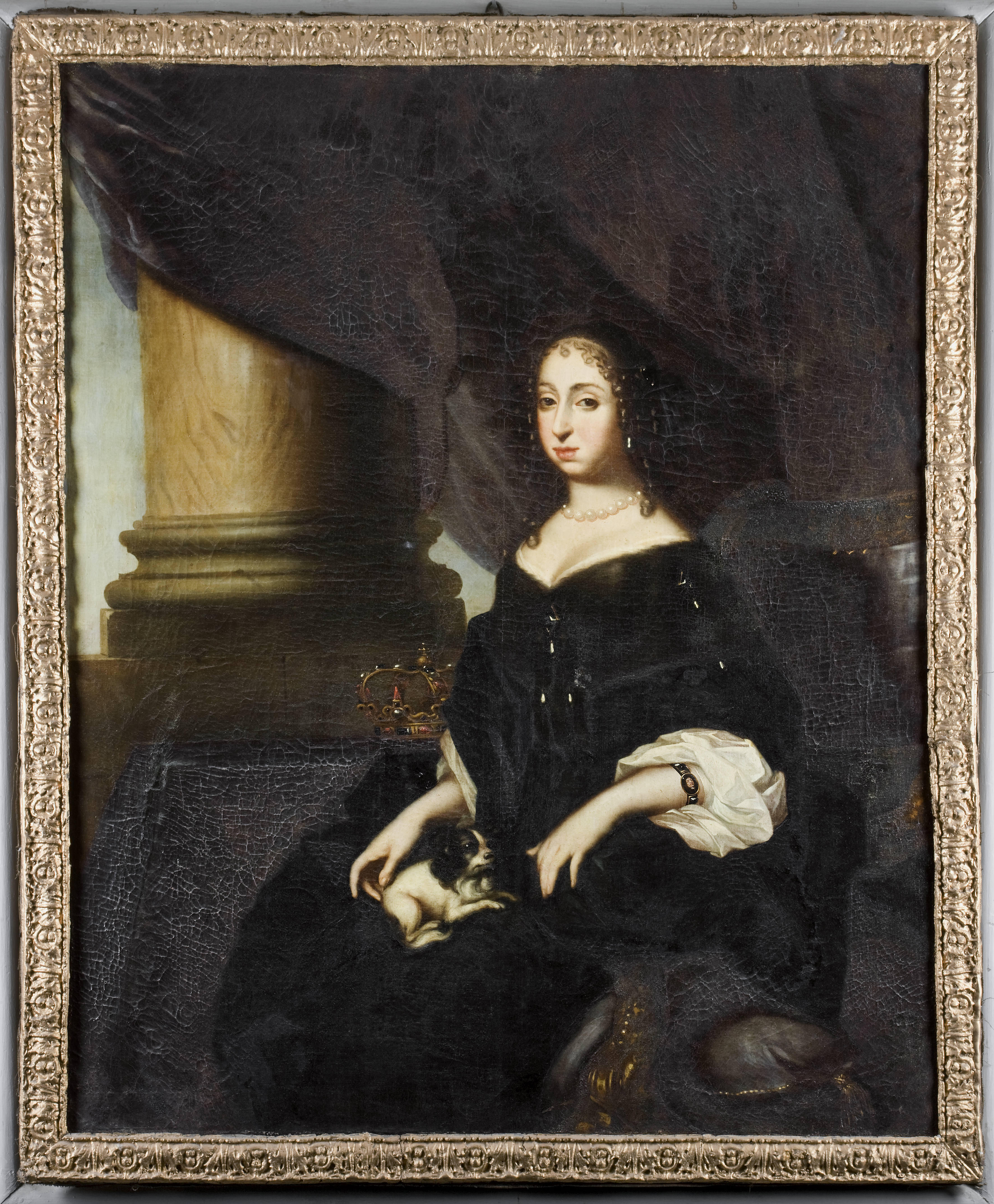
Porträtt på Hedvig Eleonora, finns på Skoklosters slott.
Porträtt tillskrivet David Klöcker Ehrenstrahl. Nationalmuseum.
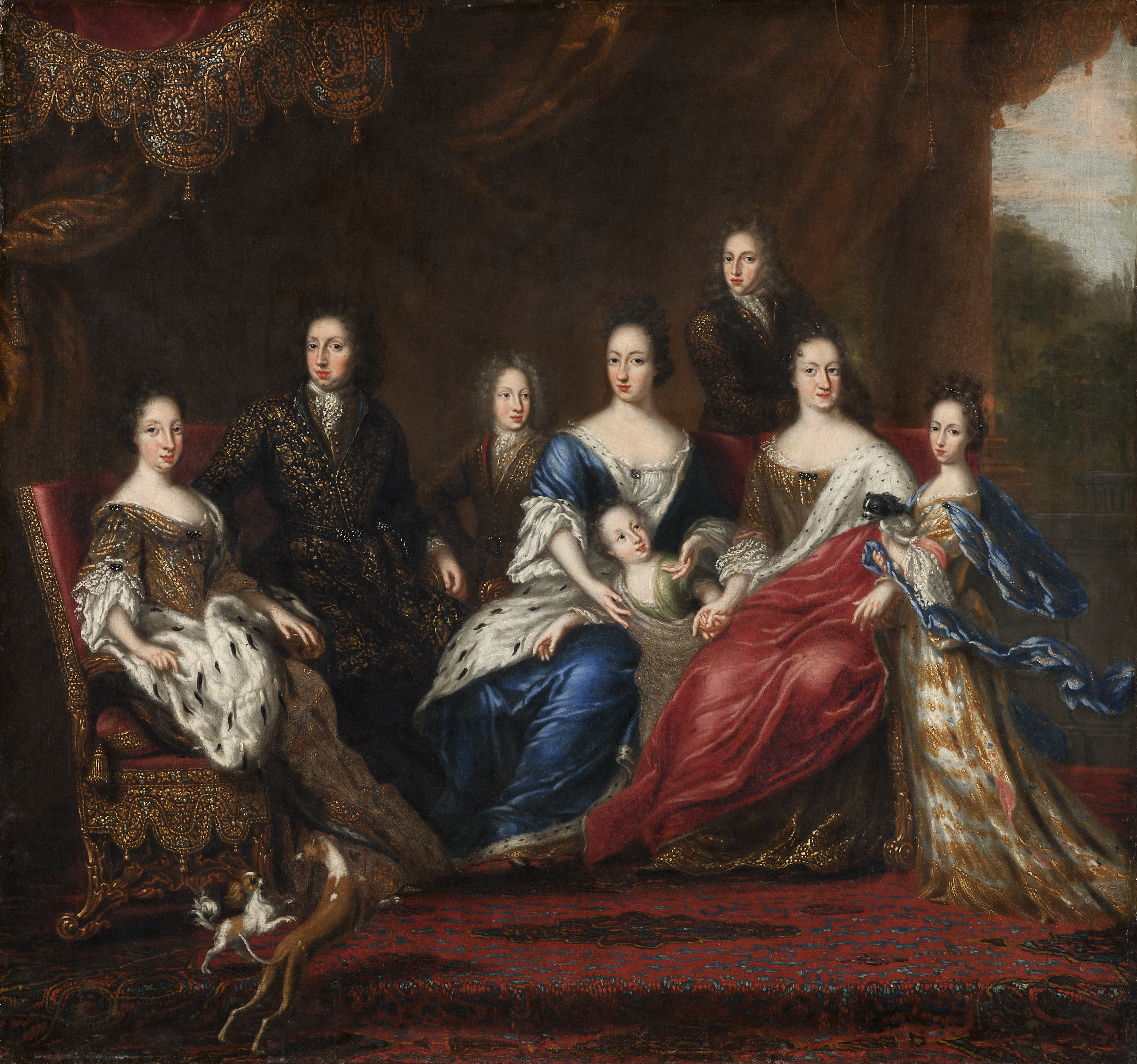
Från vänster änkedrottning Hedvig Eleonora, Karl XI, Karl XII, Ulrika Eleonora d.ä., Ulrika Eleonora d.y., Fredrik IV av Holstein Gottorp, Fredrika Amalia av Holstein Gottorp och Hedvig Sofia. Konstnär David Klöcker Ehrenstrahl, 1690-tal. Livrustkammaren.
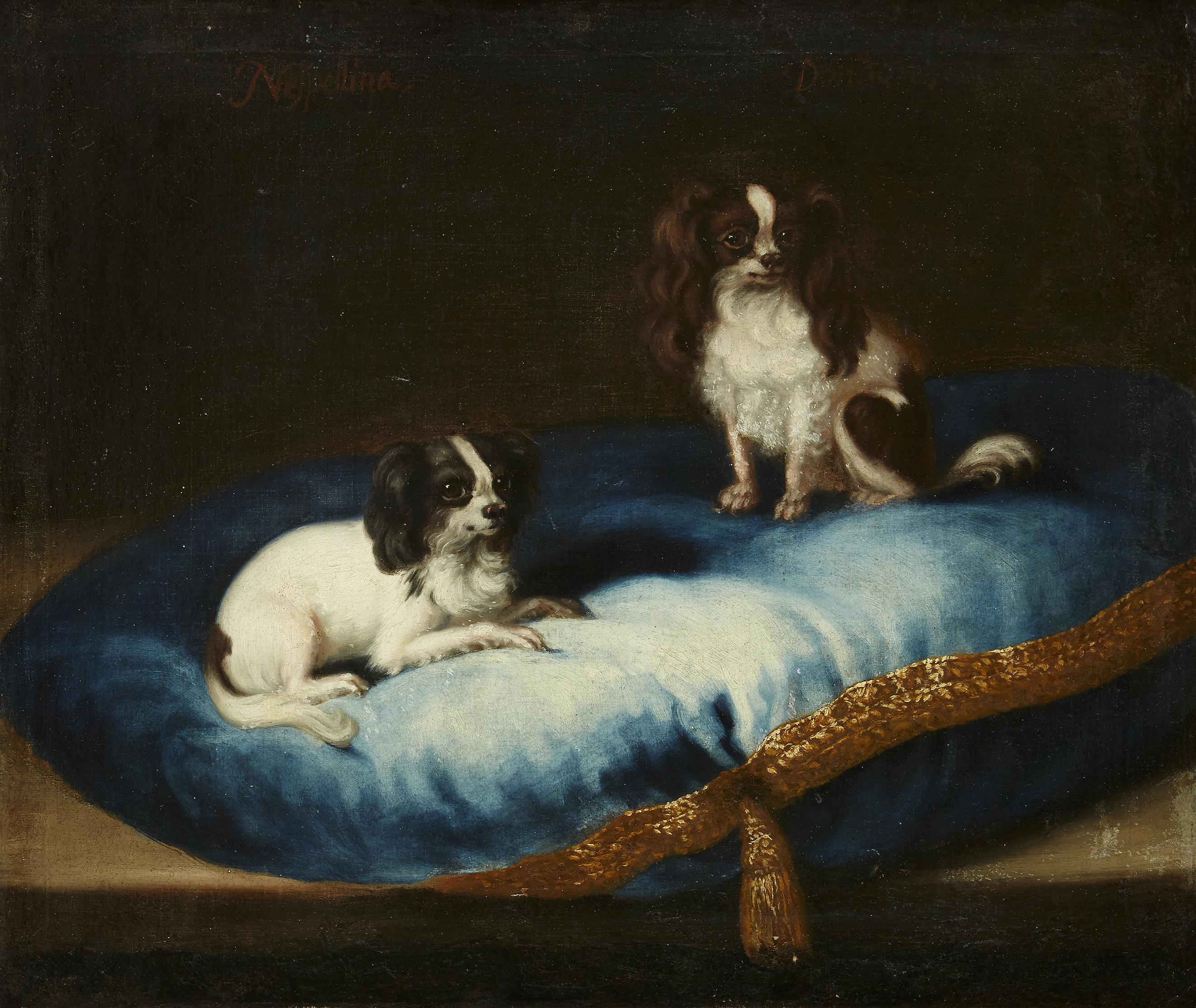
Hedvig Eleonoras två hundar Nespellina och Dondon, av rasen King Charles spaniel, avporträtterade av David Klöcker Ehrenstrahl.
Ring med Hedvig Eleonora från cirka 1656, Livrustkammaren.
Hennes signet. HERS står för Hedvig Eleonora Regina Sueciae. Livrustkammaren.

## Anfäder
|                                     |  |  |  |  |  |  |  |                                 |  |  |  |  |  |  |  |                                 |  |  |  |  |  |  |  | Adolf av Holstein-Gottorp   |
|                                     |  |  |  |  |  |  |  |                                 |  |  |  |  |  |  |  |                                 |  |  |  |  |  |  |  |                             |
|                                     |  |  |  |  |  |  |  |                                 |  |  |  |  |  |  |  | Johan Adolf av Holstein-Gottorp |  |  |  |  |  |  |  |                             |
|                                     |  |  |  |  |  |  |  |                                 |  |  |  |  |  |  |  |                                 |  |  |  |  |  |  |  |                             |
|                                     |  |  |  |  |  |  |  |                                 |  |  |  |  |  |  |  |                                 |  |  |  |  |  |  |  | Kristina av Hessen          |
|                                     |  |  |  |  |  |  |  |                                 |  |  |  |  |  |  |  |                                 |  |  |  |  |  |  |  |                             |
|                                     |  |  |  |  |  |  |  | Fredrik III av Holstein-Gottorp |  |  |  |  |  |  |  |                                 |  |  |  |  |  |  |  |                             |
|                                     |  |  |  |  |  |  |  |                                 |  |  |  |  |  |  |  |                                 |  |  |  |  |  |  |  |                             |
|                                     |  |  |  |  |  |  |  |                                 |  |  |  |  |  |  |  |                                 |  |  |  |  |  |  |  | Fredrik II av Danmark       |
|                                     |  |  |  |  |  |  |  |                                 |  |  |  |  |  |  |  |                                 |  |  |  |  |  |  |  |                             |
|                                     |  |  |  |  |  |  |  |                                 |  |  |  |  |  |  |  | Augusta av Danmark              |  |  |  |  |  |  |  |                             |
|                                     |  |  |  |  |  |  |  |                                 |  |  |  |  |  |  |  |                                 |  |  |  |  |  |  |  |                             |
|                                     |  |  |  |  |  |  |  |                                 |  |  |  |  |  |  |  |                                 |  |  |  |  |  |  |  | Sofia av Mecklenburg        |
|                                     |  |  |  |  |  |  |  |                                 |  |  |  |  |  |  |  |                                 |  |  |  |  |  |  |  |                             |
| Hedvig Eleonora av Holstein-Gottorp |  |  |  |  |  |  |  |                                 |  |  |  |  |  |  |  |                                 |  |  |  |  |  |  |  |                             |
|                                     |  |  |  |  |  |  |  |                                 |  |  |  |  |  |  |  |                                 |  |  |  |  |  |  |  | Kristian I av Sachsen       |
|                                     |  |  |  |  |  |  |  |                                 |  |  |  |  |  |  |  |                                 |  |  |  |  |  |  |  |                             |
|                                     |  |  |  |  |  |  |  |                                 |  |  |  |  |  |  |  | Johan Georg I av Sachsen        |  |  |  |  |  |  |  |                             |
|                                     |  |  |  |  |  |  |  |                                 |  |  |  |  |  |  |  |                                 |  |  |  |  |  |  |  |                             |
|                                     |  |  |  |  |  |  |  |                                 |  |  |  |  |  |  |  |                                 |  |  |  |  |  |  |  | Sofia av Brandenburg        |
|                                     |  |  |  |  |  |  |  |                                 |  |  |  |  |  |  |  |                                 |  |  |  |  |  |  |  |                             |
|                                     |  |  |  |  |  |  |  | Marie Elisabeth av Sachsen      |  |  |  |  |  |  |  |                                 |  |  |  |  |  |  |  |                             |
|                                     |  |  |  |  |  |  |  |                                 |  |  |  |  |  |  |  |                                 |  |  |  |  |  |  |  |                             |
|                                     |  |  |  |  |  |  |  |                                 |  |  |  |  |  |  |  |                                 |  |  |  |  |  |  |  | Albrekt Fredrik av Preussen |
|                                     |  |  |  |  |  |  |  |                                 |  |  |  |  |  |  |  |                                 |  |  |  |  |  |  |  |                             |
|                                     |  |  |  |  |  |  |  |                                 |  |  |  |  |  |  |  | Magdalena Sibylla av Preussen   |  |  |  |  |  |  |  |                             |
|                                     |  |  |  |  |  |  |  |                                 |  |  |  |  |  |  |  |                                 |  |  |  |  |  |  |  |                             |
|                                     |  |  |  |  |  |  |  |                                 |  |  |  |  |  |  |  |                                 |  |  |  |  |  |  |  | Maria Eleonora av Kleve     |
|                                     |  |  |  |  |  |  |  |                                 |  |  |  |  |  |  |  |                                 |  |  |  |  |  |  |  |                             |